# Porina mariae
Porina mariae är en lavart som beskrevs av P. M. McCarthy. Porina mariae ingår i släktet Porina och familjen Porinaceae.   Inga underarter finns listade i Catalogue of Life.